# Золотий автомобіль
«Золотий автомобіль» — кінофільм режисера В'ячеслава Іванова, що вийшов на екрани в 2009 році.

## Зміст
Відставний генерал Лабу отримує з Африки подарунок від свого друга-шейха - спортивний автомобіль і за непотрібністю продає його. Але виявляється, що в цей автомобіль були вмонтовані дорогоцінні камені і метали. І позбутися б генералові цілого стану, якщо б не заїжджий шукач пригод.

## Ролі
| Актор               | Роль |
| ------------------- | ---- |
| Михайло Свєтін      | -    |
| Івар Калниньш       | -    |
| Олександр Тімошкін  | -    |
| Людмила Цветова     | -    |
| Юрій Пучинский      | -    |
| Юрій Оленніков      | -    |
| Ігор Третяк         | -    |
| Іван Апанасюк       | -    |
| Володимир Байрачний | -    |
| Олександр Суворов   | -    |

## Знімальна група
- Режисер — В'ячеслав Іванов
- Сценарист — Дмитро Афанасенко, Володимир Бєляєв, Євген Ковалець
- Продюсер — Людмила Тимошенко
- Композитор — Леонід Крюк